# Amauri da Silva
Amauri da Silva (* 6. März 1942 in Marília; †  Mai 2020 in São Paulo), in einigen Quellen auch unter der Bezeichnung Amaury da Silva geführt, war ein brasilianischer Fußballspieler auf der Position eines Stürmers.

## Leben
Amauri da Silva erhielt seine fußballerische Ausbildung bei seinem Heimatverein Associação Atlética Marília. Seine Profikarriere begann er beim EC São Bento, einem ebenfalls in seinem heimatlichen Bundesstaat São Paulo gelegenen Verein, bei dem er die Jahre 1960 und 1961 verbrachte. 
1962 wechselte er zum Guarani FC und absolvierte während seiner Zugehörigkeit zu diesem Verein seine beiden einzigen Länderspiele für die brasilianische Fußballnationalmannschaft bei der Campeonato Sudamericano 1963, die gegen Argentinien (0:3) und Ecuador (2:2) jedoch wenig erfolgreich endeten.
Anschließend wurde er von Brasiliens populärstem Verein CR Flamengo verpflichtet, für den er turnierübergreifend insgesamt 61 Spiele bestritt und 15 Tore erzielte. Mit Flamengo gewann er 1965 die Staatsmeisterschaft von Rio de Janeiro.
Die darauffolgende Saison 1965/66 verbrachte Amauri in Portugal beim FC Porto und kehrte unmittelbar nach dieser Spielzeit nach Brasilien zurück.
Dort spielte er zunächst beim FC Santos, mit dem er 1967 die Staatsmeisterschaft von São Paulo gewann. Danach war er noch für XV de Piracicaba, Bangu AC und EC Noroeste im Einsatz, bevor er seine aktive Laufbahn in Mexiko beendete, wo er zunächst für Atlas Guadalajara und anschließend für den Puebla FC tätig war.
Amauri da Silva verstarb im Mai 2020.